# 新井良平
新井良平（日语：／ Arai Ryōhei，1987年9月1日—）是生于日本埼玉县的男性聲優。青二製作所属。

## 经历
于駒澤大學毕业后，就读东京娛樂媒體綜合學院的声优艺人科。在大学三年级时，一边进行就业活动，一边思考是否会选择错误的道路。并决定从事声优的职业。当得知被录取时，既感到喜悦又感到不安，但认为自己正往决定的道路越来越近而心情更加坚定。2012年毕业后，加入青二製作。

## 人物
资格与许可证：普通汽车的驾驶执照。
爱好是水族箱、塑料模型、卡拉OK和玩游戏。

## 演出作品
※粗體字為主要角色。

### 电视动画
2012年
- 足球騎士（鹿岛青年8号）
- 探險托里蘭托（幽灵怪物、观光客、同级生、门卫）

2013年
- 京騷戲畫（白服、镜都的居民）
- 黑子的篮球（远山和树）
- 聖鬥士星矢Ω（罗穆卢斯、外星B、外星兵）

2014年
- 閃爍的青春（男学生）
- 暴坊力士松太郎（呼び出し、丸金、上班族、店主）
- 狼少女和黑王子（似颜绘屋）
- 天雷爭霸：復仇者聯盟（摄制组、市民、盾队员、ヒドラ兵、野球部員、其他）
- 決鬥大師VS（襟斗伟色[6]、格伦莫尔特）
- 七龍珠改（强盗、男子）※第2期
- NO GAME NO LIFE 遊戲人生（观众）
- 英雄銀行（学生B、男B、清洁工、ベンK、時任一獲、其他）
- 妖怪手表（理容师）
- 境界觸發者（四谷[1]、学生、团员、早乙女文史[1]、见物人、佐伯龙司[7] 他）
- ONE PIECE（2014年 - 2023年、手下、シマウマ三銃士〈ジョバンニ〉、シャーロット・ニューイチ、Mr.莫莫拉、柯尼利亚、其他）
- ONE PIECE “3D2Y” 跨越艾斯之死! 魯夫與夥伴的誓言（海兵）

2015年
- 俺物語！！（3班男子D、友人E）
- 戰國無雙（家臣B、东军兵、队长、兵）
- 櫻桃小丸子（照男、祐天寺）
- 電波教師（男A、学生A、记者C、第一班班长）
- 龍珠超（男、士兵、天妇罗店店主、特技演员、記者）
- Battle Spirits 烈火魂（炎利家[8][9]）
- 東京妖怪圖鑑（冴えないくん〈第45話〉、カタムケくん）
- 槍與面具（多尔衮）

2016年
- 紅殼的潘朵拉（不良D）
- DAYS（对方队伍）
- 漂流武士（重装兵）
- 灰與幻想的格林姆迦爾（哥布林D、义勇兵D、哥布林C、义勇兵、高等地精B）
- Battle Spirits Double Drive（青年A）
- 美少女戰士Crystal III（恶魔）
- 航海王電影：GOLD

2017年
- 末日時在做什麼？有沒有空？可以來拯救嗎？（威廉·克梅修[10]）
- UQ HOLDER！悠久持有者！（野和）

2018年
- 鬼太郎（第六作）（苍马[11]、岸涯小僧、聪、修一、一目坊、乌奇、风彭侯[12]、其他）
- 驚爆危機！Invisible Victory（战术管制官、警察广播、警官C、看守、Mr.Cu、其他）
- ONE PIECE 空島特別篇（赛特）

2020年
- 奇幻☆怪盜？（吉福斯·伍德霍斯〈战斗形态〉）
- Asatir 未來的傳說故事（法里斯）

2021年
- SSSS.DYNAZENON（瓜田）
- 寶可夢 旅途（夏月）
- D_CIDE TRAUMEREI THE ANIMATION（酒匂裕树）

2022年
- 佐佐木與宮野（暮泽丞[13]）
- 嬰兒本部長（冈崎）

2023年
- 總之就是很可愛（谷口老师）
- 催眠麥克風 -Division Rap Battle- Rhyme Anima+（部长）

2024年
- 月光下的异世界之旅 第二幕（岩桥智树[14]）
- 義妹生活（新圭介[15]）

### 剧场版动画
- 航海王電影：Z（2012年）
- 樂園追放 -Expelled from Paradise-（2014年，废品店）
- 冒險者：決戰夢見島－拚三郎與十五個勇士朋友（2015年，客户B）
- 从很久以前就喜欢你。～告白实行委员会～（2016年）
- 為何而生：蓮如上人與吉崎炎上（2016年，男性同行）
- 剧场版 魔神Z / INFINITY（2018年，防卫队员）
- 战斗吧！宇宙服务员葵（2019年，内卡奇[16]）
- 剧场版 美少女战士Eternal（2021年，沸石）
- 电影 佐佐木与宫野ー毕业篇ー（2023年，暮沢丞[17])

### OVA
- 女王之刃 戰敗女王「聖邪蹂躙」（2013年，街上的人）
- 閃爍的青春（2014年，英语教师）
- 漂流武士（2016年，武士）*漫画版第5卷特别版
- 佐佐木與宮野（2022年，暮沢丞[18]) - 漫画版第9卷特别版附动画 DVD

### 网页动画
- 京騷戲畫（2011年，白服）
- 美少女戰士Crystal（2014年，男学生，老师，士兵，机器人士兵）
- 聖鬥士星矢 黃金魂 -soul of gold- (2015年，村民，阿斯加德士兵，部下)
- 爆刃对决（2015年，艾尔)
- 神酒之尊（2018年-2019年，玉乃光）[19][20]
- 圣斗士星矢：黄道十二宫战士（2019年，黑帮首领、武装势力）
- Battle Spirits 赫盟的加雷特（2020年-2021年，布兰顿[21])
- 圣灯传说（2022年，雷欧·福尔卡德[22])

### 电子游戏
2010年
- 龍收藏（クーフーリン）

2011年
- Junk Fields（整備兵[23]）[24]
- TERA（ジェリアド・ディアル）

2012年
- 怪獸列傳-我們的戰鬥（2012年 - 2014年、阿努比斯/冥界之神阿努比斯）

2013年
- 愛絲卡&羅吉的鍊金工房 ～黃昏天空之鍊金術士～（常连）
- 金色琴弦3（今村真澄）
- 下天之華（信行兵、刺客、年轻武者）
- 光明之舟
- 超級機器人大戰OG INFINITE BATTLE（バイオロイド兵）
- 討鬼傳（ミタマボイス）
- 信长之野望·创造（島津家久）
- Muv-Luv Alternative Total Eclipse（执事）

2014年
- 影牢 ～影牢闇影公主～（ジャン）
- 金色琴弦3 AnotherSky feat.至诚馆（林原勇次）
- 超級英雄世代（レギオン）
- 超級機器人大戰OG SAGA 魔裝機神F COFFIN OF THE END
- 英雄銀行2（时任一获[1]）
- FANTASY HERO〜unsigned legacy〜（オブリス・フォルテガード[25][26][27]）※ダウンロード専用

2015年
- CLOSERS（大上奏太[28]）
- 超級機器人大戰BX
- 第3次超級機械人大戰Z 天獄篇（コード：ブルー）
- 大正 × 對稱愛麗絲
- 末世之蝕（ヨニアス[29]）

2016年
- 伊蘇VIII -丹娜的隕涕日-（里席特[30]）
- SD GUNDAM G世代 GENESIS
- 假面騎士：鬪騎大戰創生
- 超級機器人大戰OG THE MOON DWELLERS（比尔戈·贝尔彻）
- 緋夜傳奇|2017年|* 超級機器人大戰V
- 擴張少女系三重奏（小金井聖翔）
- 羈絆傳奇（セスク）
- NOeSIS－轻歌之影的戏曲－（鹿倉時雨）
- 异度神剑2

2018年
- 卡拉邦 CARAVAN STORIES（ポワトト[31]）
- 人中北斗
- 超級機器人大戰X（伊歐利·埃歐萊特[32]）
- 驚爆危機
- 白貓Project（レイガ[33]）
- 假面騎士 巔峰戰士

2019年
- JUMP FORCE（アバターボイス）
- 超級機器人大戰T（伊歐利·埃歐萊特、其他）
- Blade X Lord（ライド・ベルフォード[34]）

2020年
- 七龍珠Z 卡卡洛特
- ひめひび Another Princess Days 〜White or Black〜（皇千晴[35]）

2021年
- 戰國無雙5（中村一氏[36]）
- 超级机器人大战30
- 圣灯传说（雷欧·福尔卡德[37]）

2022年
- 数码宝贝 绝境求生（古尼兽[38]）
- 异度神剑3（诺亚[39]、エヌ）
- 七龍珠 破界鬥士（西班牙语：Dragon Ball: The Breakers）（サバイバー）

2023年
- Sakura Ignoramus（ゴンザ[40]）

## 音樂作品

### 角色歌
| 發售日        | 商品名           | 演唱 | 歌曲                 | 備註                 |
| ------------- | ---------------- | --- | -------------------- | -------------------- |
| 2020年7月24日 | 春夏秋冬、宵之宴 | 越乃寒梅（高橋廣樹）、玉乃光（新井良平）、澤乃井（松風雅也）、金亀（竹本英史）、靈山（阿座上洋平）、出羽櫻（三浦祥朗）、國稀（高城元氣）、獺祭（豬股慧士） | 《春夏秋冬、宵の宴》 | 《神酒之尊》主題歌曲 |

## 脚注